# Antipsychotique atypique
Les antipsychotiques atypiques (aussi appelés antipsychotiques « de deuxième génération ») désignent une sous-classe pharmacologique des neuroleptiques utilisés dans le traitement médicamenteux de troubles psychiatriques. Ils sont en particulier utilisés dans le traitement de la schizophrénie. Ils sont également parfois utilisés dans la phase maniaque du trouble bipolaire.
Le qualificatif atypique est utilisé pour distinguer ces médicaments des antipsychotiques « typiques ». Les antipsychotiques atypiques causent moins de syndromes extrapyramidaux que les antipsychotiques classiques. Ils seraient plus efficaces (notamment sur les schizophrénies dites « résistantes » notamment sur les symptômes négatifs de la schizophrénie). Cependant ces avantages sont débattus.

## Historique
Les antipsychotiques atypiques sont apparus à la fin des années 1980. Leur appellation en tant que « seconde génération » fait controverse, car, en tant que classe, ils n'ont pas prouvé une efficacité supérieure ou des effets secondaires moindres que les « neuroleptiques de première génération », le tout avec un coût plus élevé,. Seule la clozapine a démontré un intérêt dans le traitement des schizophrénies résistantes aux neuroleptiques classiques.
Le coût de leur prescription a atteint plus de sept milliards de dollars en 2000 aux États-Unis.
En 2006 et 2009, la risperidone et l'aripiprazole, deux antipsychotiques atypiques, sont approuvés par la Food and Drug Administration aux États-Unis pour traiter l'irritabilité chez les personnes autistes,.

## Effets indésirables
Les effets indésirables les plus graves sont :
- la prise de poids modérée à très importante (plusieurs dizaines de kilogrammes) et l'apparition d'un syndrome métabolique[7] pouvant se compliquer en diabète de type 2[8]. Une étude en double aveugle, randomisée et contrôlée par placebo  suggére que les probiotiques et les fibres alimentaires peuvent être des interventions efficaces et sûres pour aider contre la prise de poids et les troubles métaboliques induits par les antipsychotiques[9].
- une augmentation de la mortalité chez certains patients notamment âgés et souffrant de la maladie d'Alzheimer ainsi que de schizophrénie. L'étude DART-AD sur des patients atteints de maladie d'Alzheimer a montré une augmentation du risque[10] mais moins importante que les antipsychotiques de première génération[11]. De manière générale, les antipsychotiques atypiques montrent une diminution du risque suicidaire, particulièrement la Clozapine et particulièrement dans le cadre du trouble bipolaire[12],[13],[14],[15].
- une dyskinésie tardive avec un risque associé à ceux de deuxième génération inférieur d'un tiers à celui des neuroleptiques de première génération[16].

## Liste d'antipsychotiques atypiques
- Amisulpride
- Aripiprazole
- Brexpiprazole
- Cariprazine
- Clozapine
- Ilopéridone
- Lurasidone
- Olanzapine
- Palipéridone
- Quétiapine
- Rispéridone
- Sertindole
- Sultopride
- Ziprasidone
- Zotépine